# Ofelia Ramón
Ofelia Ramón (* 24. August 1924 in  Caracas; † 16. September 2014 ebenda) war eine venezolanische Sängerin.
Ramón begann ihre musikalische Laufbahn 1940 bei Radio Estudios Universo unter dem Pseudonym Blanca Nieves. Sie unternahm Tourneen u. a. durch Argentinien, die USA, Mexiko, Puero Rico und Kuba. Das venezolanische Magazin Figuras de la Farándula wählte sie 1947 zur besten Interpretin lateinamerikanischer Musik. Mit dem Orquesta Típica Nacional und dem Conjunto Típico nahm sie mehrere LPs auf. Auf dem Album Aires Tachirenses sang sie u. a.  Brisas del Torbes, einen klassischen Bambuco ihres Bruders Luis Felipe Ramón. Ihr Bruder José Delfín Ramón, Mitglied des Orquesta Típica Nacional, arbeitete häufig als Gitarrenbegleiter mit ihr zusammen.